# SWS C-1
Die SWS C-1 war der Prototyp eines für die Luftwaffe der Schweiz entworfenen Nahaufklärungs- und Trainingsflugzeuges. Er wurde von der Schweizerischen Waggonfabrik in Schlieren entworfen und gebaut und hatte am 17. März 1919 seinen Erstflug. Bei einem Versuchsflug am 9. April 1920 stürzte der Apparat in einen Acker beim Flugfeld und wurde nicht wiederaufgebaut.

## Geschichte
Innerhalb eines halben Jahres gelang dem Schienenfahrzeughersteller aus Schlieren im Kanton Zürich die Entwicklung eines Flugapparates nach dem Pflichtenheft des Militärdepartements, das die Behörde im September 1918 für den Bau eines Militärflugzeuges vorlegte. Es erfolgte der Erstflug des Prototyps SWS C-1 am 17. März 1919. An dem Erfolg hatten maßgeblich zwei junge Flugzeugingenieure Anteil, die für diesen neuen Unternehmensbereich eingestellt wurden. Es erfolgten nach dem Erstflug weitere Erprobungen mit dem zweistieligen Doppeldecker aus Holzbauweise.
Mit der Dauer der Testphase häuften sich jedoch die Störungen am Motor des Flugzeuges. Der Argus-As-III-Motor der Maschinenbau AG, Abteilung Motorenbau in Seebach, wurde durch einen BMW IIIa ausgetauscht. Dieser Motor hatte auch anfängliche Kinderkrankheiten.
Es gelang am 7. April 1920 ein geforderter Volllastflug vor der Kommission des EMD. Nur zwei Tage später stürzte der Apparat bei einem Routineflug in einen Acker in der Nähe des Flugfeldes und wurde danach nicht wieder aufgebaut.
Damit endete die Ära der Schweizerischen Waggonfabrik Schlieren als Flugapparatehersteller nach nicht einmal zwei Jahren.

## Technische Daten
| Kenngröße             | Daten                                           |
| --------------------- | ----------------------------------------------- |
| Besatzung             | 2                                               |
| Länge                 | 7,85 m                                          |
| Spannweite            | 11,54 m                                         |
| Höhe                  | 2,90 m                                          |
| max. Startmasse       | 1160 kg                                         |
| Höchstgeschwindigkeit | 158 km/h                                        |
| Dienstgipfelhöhe      | 5000 m                                          |
| Reichweite            | 400 km                                          |
| Bewaffnung            | vorg. Fl-MG mit Schussbahn durch Propellerebene |
| Triebwerk             | ein Argus AS III, später ein BMW IIIa           |

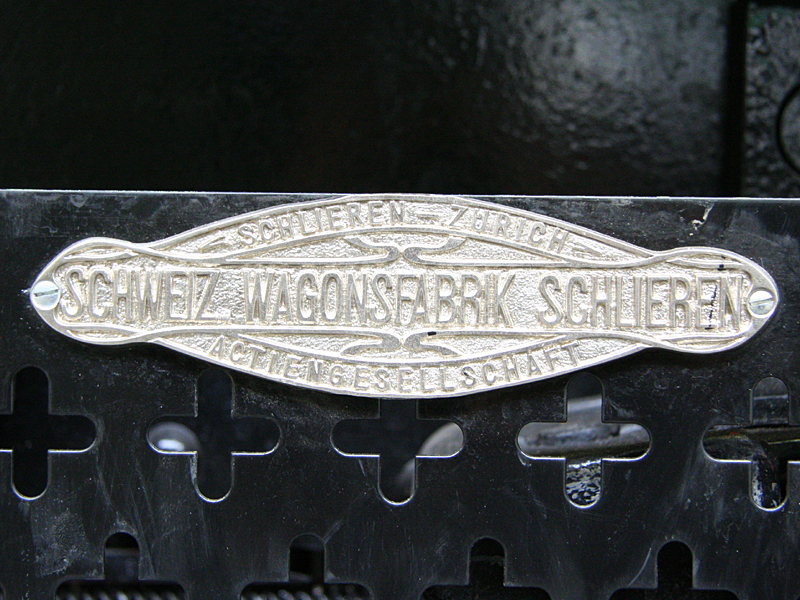
Plakette der SWS an einem historischen Tramwagen Ce 2/2 im Tram-Museum Zürich

Das Flugzeug mit einer Bezugsfläche von 30,80 m² hatte eine Feuerlöschanlage zur Bekämpfung von Vergaserbränden und transportable Piloten- und Beobachter-Sauerstoffgeräte mit an Bord.